# Robert Fischer (Pädagoge)
Robert Fischer (geboren 8. Juni 1886 in Unterkochen, Kreis Aalen; gestorben 1969) war ein deutscher Lehrer, Schulrektor, Musiker, Chorleiter und Komponist sowie Kommunalpolitiker in Ludwigsburg.

## Leben
Nach seinen Studium siedelte Fischer 1920 nach Ludwigsburg über, wo er seitdem als Lehrer tätig war und im Haus Schorndorfer Straße 25 wohnte. Im selben Haus wohnte zudem der mit Fischer dann jahrzehntelang vertraute spätere Ministerpräsident von Baden-Württemberg Gebhard Müller.

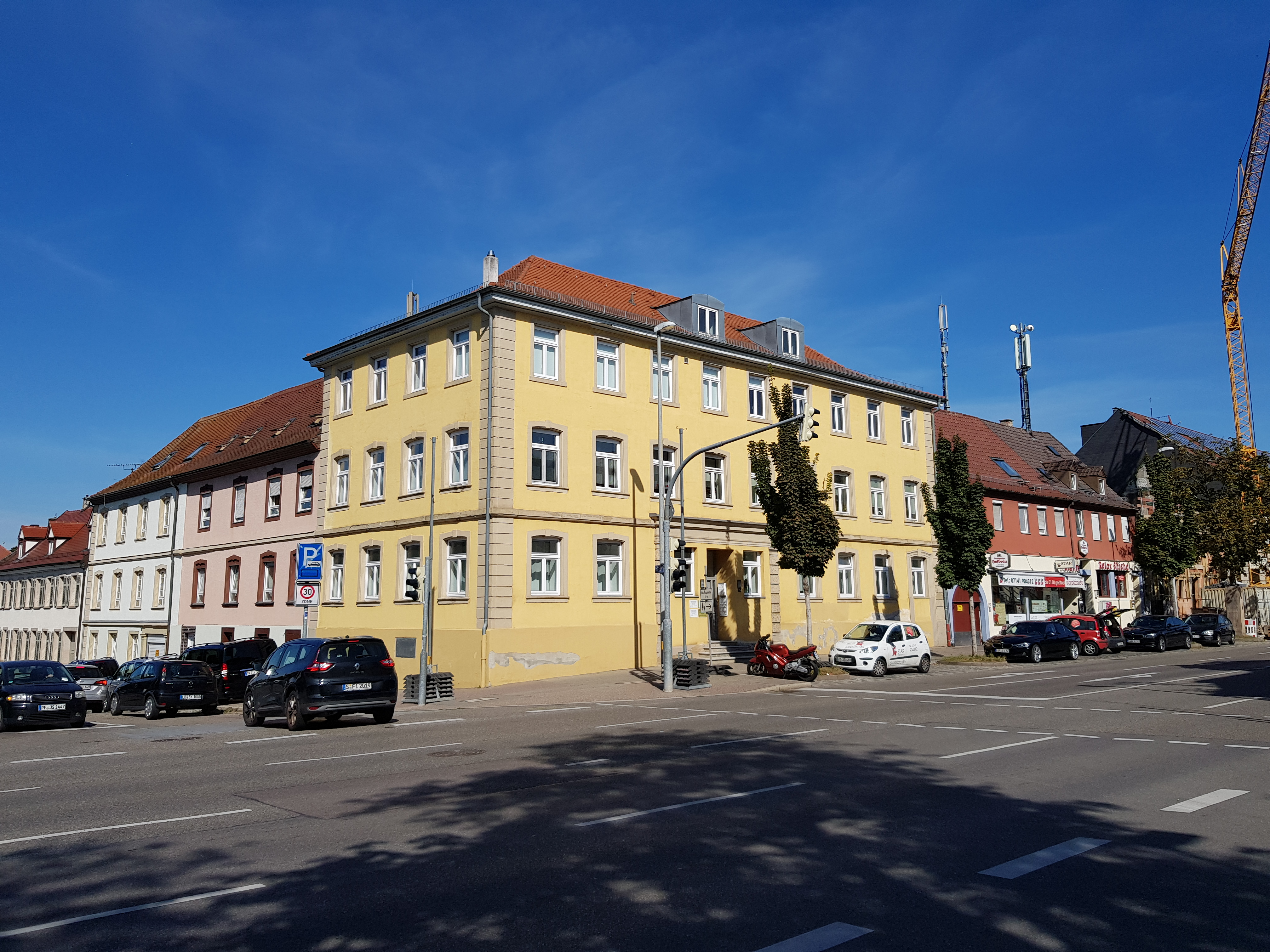
Das denkmalgeschützte Haus Schorndorfer Straße 25 bewohnte Fischer ab 1920 mit Gebhard Müller

Zur Zeit der Weimarer Republik war Fischer Mitglied der Deutschen Zentrumspartei und engagierte sich als aktiver Katholik zudem als Dirigent des katholischen Kirchenchores in Ludwigsburg. Nach der Machtergreifung durch die Nationalsozialisten wurde Fischer – der als entschiedener Gegner des NS-Regimes nie der NSDAP beitrat – drangsaliert, mehrfach bei der Ministerialverwaltung angeklagt, auf eine „Schwarze Liste“ gesetzt und in ein „politisches Schulungslager“ beordert.
Nach dem Ende des Zweiten Weltkriegs war Robert Fischer Mitbegründer der CDU und bis 1965 deren Fraktionsvorsitzender sowohl im Ludwigsburger Gemeinderat als auch im Ludwigsburger Kreistag. Für sein politisches und gesellschaftliches Engagement war ihm schon 1956 die Bürgermedaille der Stadt Ludwigsburg verliehen worden.
Zuvor war Fischer 1949 gemeinsam mit den Komponisten Hugo Herrmann und Hugo Störkle Initiator der am 3. Januar 1950 gegründeten Gesellschaft Neue Chormusik Ludwigsburg. Zudem er Vorsitzender des Schillergaus des Schwäbischen und Deutschen Sängerbundes. Neben seiner Tätigkeit als Lehrer und Schulrektor hatte sich Robert Fischer auch als Musiker einen Namen gemacht.

## Schriften (Auswahl)

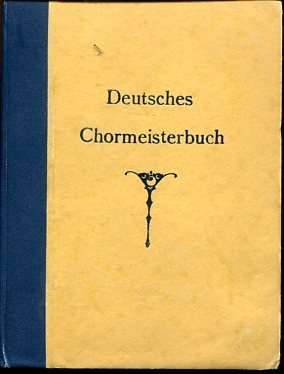
Deutsches Chormeisterbuch;
Biografiensammlung Fischers, 1925

- Deutsches Chormeisterbuch, Ludwigsburg: Selbstverlag, 1925
- Gesammelte Prüfungsaufgaben für Grundschüler zur Aufnahme in die höheren Schulen Württembergs, Ludwigsburg: Selbstverlag des Verfassers, 1929; Inhaltsverzeichnis
- Die Aufnahmeprüfung beim Übertritt von der Grundschule in die höheren Schulen. Eine Sammlung von Prüfungsaufgaben aus allen deutschen Bundesstaaten, Ludwigsburg (Württember) [Schorndorferstraße 25]: Selbstverlag, [1930]; Inhaltsangabe
  - Die Aufnahmeprüfung beim Übertritt von der Grundschule in die höheren Schulen. Eine Sammlung von Prüfungsaufgaben. Ein Hilfs- und Übungsbuch der Grundschüler zur Vorbereitung für die Aufnahme in die höheren Schulen, 10. Auflage, Ludwigsburg/Württemberg: Selbstverlag, 1952; Inhaltsverzeichnis
  - 18. Auflage, Ludwigsburg, [circa 1966]
- Robert Fischer (Bearb., Hrsg.): Acht geistliche Lieder. Für vierstimmigen Männerchor, Ludwigsburg [ca. 1935]
- Schulpraktisches Diktatbuch für das 3.–6. Schuljahr der Volksschulen. Ein Rechtschreibbuch mit einer kurzen theoretischen Einführung und 800 nach Sachgruppen und Rechtschreibfällen geordneten Diktaten, Ludwigsburg 1951
- Das festliche Jahr. Ein Festberater zur Gestaltung von Sängerfeiern. Festpläne, Festprogramme, Festreden, Ansprachen, Zitate, Sinn- und Gedenksprüche, Dichtungen und Aphorismen, Ludwigsburg [1955]; Inhaltsverzeichnis
- Stilvolle Programmgestaltung. Richtlinien und Musterbeispiele zu vorbildlichen Programmgestaltungen der Chorkonzerte, Ludwigsburg-Württemberg  [Schorndorferstr. 25]: R. Fischer, [1961]
- Schulpraktisches Diktatwerk / 1963/64, Oberstufe : 7.–9. Schuljahr, 1964
- Schulpraktisches Diktatwerk / 1965, Grundstufe. 2.–4. Schuljahr, 1965

## Archivalien
Archivalien von und über Robert Fischer finden sich beispielsweise
- im Sächsischen Staatsarchiv als 1930 von Fischer aus Ludwigsburg datierter Brief an den Musikverlag C. F. Peters in Leipzig; Archivaliensignatur 0936[5]